# Pensionskasse Post
Die Pensionskasse Post entstand im Zuge der PTT-Reform in der Schweiz Ende der 1990er Jahre.

## Geschichte
Die berufliche Vorsorge für Arbeitnehmer der Öffentlichen Hand wurde – wie in mehreren Kantonen und grossen Gemeinden – auch beim Bund nach der Aufhebung des Beamtenstatus auf die veränderten Anstellungsbedingungen ausgerichtet. Die Post als selbständige Anstalt des Bundes und ihr Personal waren davon unmittelbar betroffen.
Der Verwaltungsrat der Post befasste sich im Frühjahr 1999 erstmals mit dem Thema der künftigen beruflichen Vorsorge für das Postpersonal. In der Folge entstand ein Konzept zum Aufbau einer eigenen Vorsorgeeinrichtung in der Rechtsform einer Stiftung.
Die Umsetzung des Konzepts führte am 1. Januar 2002 zur Aufnahme der operativen Tätigkeit der Stiftung Pensionskasse Post. Die Mitarbeiter der Post aus der Beruflichen Vorsorge für besondere Dienstverhältnisse (BVBD) und dem Versichertenbestand der Pensionskasse des Bundes (PKB) wurden von der Pensionskasse Post übernommen. Zusammen mit den aktiv Versicherten wurden von der Pensionskasse Post – als Novum – auch die Rentner der Schweizerischen Post übernommen; dies, um die Verbundenheit des Arbeitgebers zu den ehemaligen "Pöstlerinnen und Pöstler" zu untermauern.
Per 1. Januar 2008 hat die Pensionskasse alle im Leistungs- und Beitragsprimat bestehenden Vorsorgeverhältnisse der aktiv versicherten Personen erfolgreich ins Duoprimat überführt.
Auf dieser Basis wurde 2 Jahre später eine modulare Vorsorgelösung entwickelt. Das Vorsorgereglement wurde vollständig überarbeitet und beinhaltet in Folge noch die grundlegenden Bestimmungen, welche für alle versicherten Personen Gültigkeit haben. Die Vorsorgeleistungen und deren Finanzierung wurden differenziert und in je zwei Basis- und zwei Zusatzplänen neu geregelt.
Per 1. August 2013, 1. Januar 2016 sowie per 1. Januar 2018 erfolgte jeweils ein Grundlagenwechsel im Bereich der versicherungstechnischen Parameter. Der technische Zinssatz wurde reduziert mit der Folge einer Senkung der Umwandlungssätze. Die berechneten Einbussen auf den künftigen Renten der aktiv Versicherten wurden – sofern die reglementarischen Bedingungen erfüllt waren – mittels einer Kompensation auf dem individuellen Sparkapital abgefedert.

## Die Pensionskasse Post heute
Die Pensionskasse Post ist eine privatrechtliche Gemeinschaftsstiftung mit Sitz in Bern. Sie übernimmt die berufliche Vorsorge für die Arbeitnehmenden – sowie deren Angehörigen und Hinterbliebenen – der Schweizerischen Post AG und ihr nahestehender Betriebe. Die Pensionskasse Post beschäftigt knapp 45 Mitarbeitende.
Die Pensionskasse versichert die zirka 39 500 Mitarbeitenden der Schweizerischen Post AG und ihr nahestehender Betriebe. Die Haupttätigkeiten für die aktiv Versicherten bestehen insbesondere in der qualitativ einwandfreien Führung der einzelnen Versichertendossiers und der effizienten Abwicklung der verschiedensten Geschäftsvorfälle.
Für die über 30 000 Rentenbezüger hat die korrekte und termingerechte monatliche Ausrichtung der Rentenleistungen oberste Priorität. Die aktiv Versicherten und Rentenbezüger werden vom Bereich „Berufliche Vorsorge“ mit zirka 25 Mitarbeitenden umfassend betreut.
Der Bereich „Vermögensverwaltung“ mit 6 ausgewiesenen Anlagespezialisten ist für die optimale und risikoangepasste Anlage des Vermögens der Versicherten von über CHF 16 Milliarden verantwortlich.
Mit den Bereichen „Finanzen“ und „Organisation & Informatik“ stehen der Pensionskasse Post Supportfunktionen mit kompetenten Fachkräften zur Verfügung.
In sämtlichen Bereichen gelten die Grundsätze von Effizienz und höchstmöglicher Qualität. Ein weitgreifendes Internes Kontrollsystem (IKS) geht über die für Pensionskassen geforderten Standards hinaus und stellt die fehlerfreie Geschäftsabwicklung und deren Dokumentation sicher.

## Organe
Stiftungsrat:
Der Stiftungsrat ist das oberste Organ der Pensionskasse Post. Er ist paritätisch zusammengesetzt (gleiche Anzahl Arbeitnehmer- wie Arbeitgebervertreter) und besteht aus zehn Mitgliedern. Die Arbeitgebervertretung wird durch die Konzernleitung der Schweizerischen Post AG gewählt; die Arbeitnehmervertretung wurde bis anhin durch den Personalverband transfair und die Gewerkschaft syndicom bestimmt. Für die Amtsperiode des Stiftungsrates ab dem 1. Januar 2018 bis 31. Dezember 2021 wurde die Arbeitnehmervertretung im Herbst 2017 erstmals mittels basisdemokratischer Wahlen durch sämtliche aktiv versicherten Personen gewählt.
Der Stiftungsrat ist für die Gesamtführung und die strategische Ausrichtung der Pensionskasse Post verantwortlich. Seine unübertragbaren und unentziehbaren Aufgaben sind gesetzlich geregelt (Art. 51a BVG).
Anlageausschuss:
Der Anlageausschuss ist ein Fachausschuss des Stiftungsrates. Die Hauptaufgaben des Anlageausschusses bestehen in der Erarbeitung, der Umsetzung und der periodischen Überprüfung der Anlagestrategie. Die Anlagestrategie wird vom Stiftungsrat genehmigt. Der Anlageausschuss ist paritätisch zusammengesetzt.

## Aufsichtsbehörde
Die Pensionskasse untersteht der direkten Aufsicht der Bernischen BVG- und Stiftungsaufsicht (BBSA). Die Aufsichtsbehörde wacht über die Einhaltung der gesetzlichen Vorschriften durch die Pensionskasse Post, ihre Revisionsstelle sowie ihren Experten für berufliche Vorsorge und die zweckmässige Verwendung des Vorsorgevermögens. Die BBSA prüft die Vorsorgereglemente und -pläne auf ihre Übereinstimmung mit dem Gesetz. Sie nimmt jährlich Kenntnis vom Geschäftsbericht sowie den Berichten der Revisionsstelle und des Experten für berufliche Vorsorge.